# Des Herrn und des Teufels Getier
Des Herrn und des Teufels Getier ist ein Märchen (ATU 773, 1184). Es steht in den Kinder- und Hausmärchen der Brüder Grimm an Stelle 148 (KHM 148) und entspricht Hans Sachs’ Versschwank Der Teufel hat die Geiß erschaffen von 1557. Bei Grimm schrieb sich der Titel Des Herrn und des Teufels Gethier.

## Inhalt

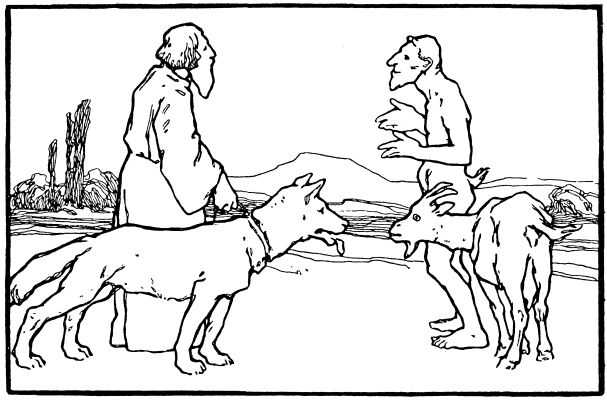
Illustration von Otto Ubbelohde, 1909

Gott schafft alle Tiere, aber vergisst die Geiß. Der Teufel macht sie mit langem Schwanz, womit sie im Gebüsch hängenbleibt, bis er ihn abbeißt. Weil sie Bäume beschädigen, hetzt Gott die Wölfe, seine Hunde auf sie. Der Teufel fordert Ersatz, den Gott zusagt, wenn das Eichenlaub abfällt. Doch eine im Dom von Konstantinopel behält ihr Laub. Bis der Teufel sie findet, haben die anderen ihres wieder. Vor Zorn sticht er den Geißen die Augen aus und setzt seine ein. Daher haben Geißen Teufelsaugen, Stummelschwänze, und der Teufel nimmt gern ihre Gestalt an.

## Herkunft
Die Brüder Grimm übernahmen das Schwankmärchen in ihre Kinder- und Hausmärchen ab dem zweiten Teil der 1. Auflage (da Nr. 62) nach Hans Sachs’ Der teufel hat die gaiß erschaffen, das sie wenig kürzten. Ihre Anmerkung vergleicht Gottes Hunde mit denen Odins und zum Einsetzen anderer Augen KHM 118 Die drei Feldscherer. Weitere Schöpfungsmärchen bei Grimm: KHM 176 Die Lebenszeit, KHM 180 Die ungleichen Kinder Evas (auch von Hans Sachs), KHM 194 Die Kornähre.
Der stinkende, eilig Fressen und Lust suchende Bock stellt oft den Teufel dar, so in KHM 36 Tischchen deck dich, Goldesel und Knüppel aus dem Sack, KHM 42 Der Herr Gevatter, Varianten von KHM 118 Die drei Feldscherer (anstelle des Raben) und KHM 125 Der Teufel und seine Großmutter (siehe jew. Grimms Anmerkung). In KHM 130 Einäuglein, Zweiäuglein und Dreiäuglein passt diese Bedeutung nicht, hier war es vor Grimm eine Kuh.